# Falloria prolata
Falloria prolata är en mångfotingart som först beskrevs av Shelley 1986.  Falloria prolata ingår i släktet Falloria och familjen Xystodesmidae. Inga underarter finns listade i Catalogue of Life.